# Chory człowiek Europy
Chory człowiek Europy – termin odnoszący się do sytuacji Imperium osmańskiego w XIX wieku. Autorstwo przypisywane jest carowi Mikołajowi I. 
Współcześnie terminu tego używa się głównie w publicystyce próbując obrazowo opisać destabilizację polityczną lub gospodarczą w danym europejskim państwie.